# Rennellpurperspreeuw
De rennellpurperspreeuw (Aplonis insularis) is een vogelsoort uit de familie Sturnidae.

## Verspreiding en leefgebied
Deze soort is endemisch op Rennell en Bellona van de Salomonseilanden.